# Fluginstrument

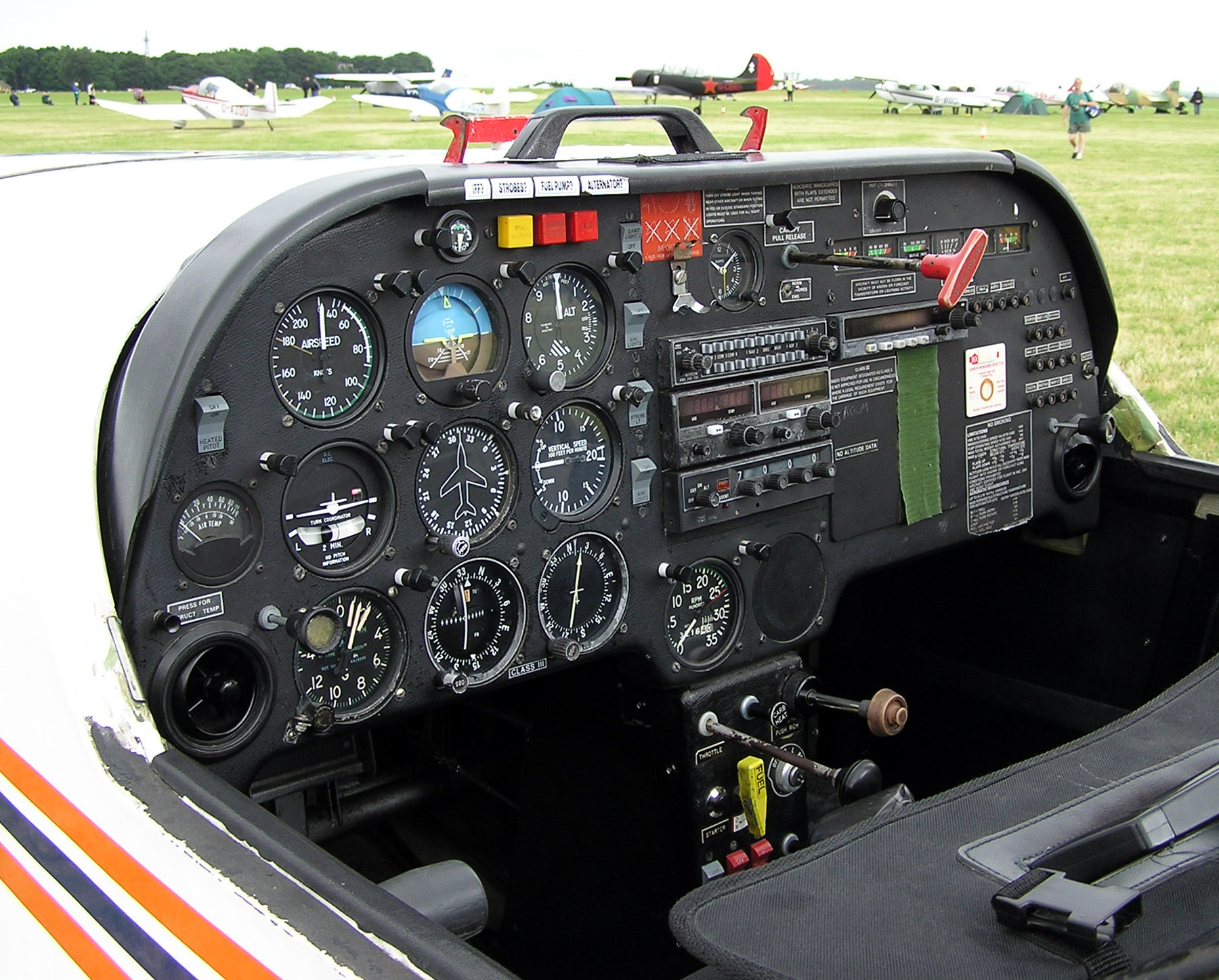
Das Cockpit einer Slingsby T-67. Die wichtigsten Fluginstrumente sind auf der linken Seite des Instrumentenbretts, also im zentralen Blickfeld des Piloten angeordnet

Fluginstrument ist der Überbegriff der elektronischen und mechanischen Geräte, die sich im Cockpit eines Flugzeugs befinden. Mit ihnen kann sich der Pilot oder der Navigator orientieren und die gewünschte Flugroute auch bei schlechter Sicht steuern. Die Instrumente beschreiben die Raumlage in der Luft, die Navigation sowie die primären und sekundären Informationen über das Flugzeug selbst. Zu letzteren zählt vor allem die Überwachung des Flugwerks (Steuerruder, Landeklappen, Fahrwerk usw.) und des Triebwerks (diverse Temperaturen und Drücke) sowie Tankbefüllung und Treibstoffverbrauch.
Je nach Flugregeln (Sicht- oder Instrumentenflug) und Tageszeit sind verschiedene Instrumente verpflichtend, was besonders die Flugüberwachungs- und Navigationsinstrumente betrifft.

## Minimalausrüstung
- Magnetkompass
- Höhenmesser
- Fahrtmesser
- Triebwerküberwachung
- Tankanzeige
- Funkgerät (§4 FSAV)

## Kontrollierter Sichtflug

Wendezeiger mit Scheinlotanzeige im koordinierten Kurvenflug

Unter CVFR-Flugbedingungen werden zusätzlich folgende Instrumente benötigt (§11a DVO LuftBO):
- Variometer
- Wendezeiger oder Künstlicher Horizont (für koordinierten Kurvenflug)
- Kugellibelle (Anzeige des Scheinlots)
- Kurskreisel (relative Richtungsmessung)
- Uhr mit Sekundenanzeige
- Transponder (§4 FSAV)
- VOR-Empfänger (§4 FSAV)

## Nachtflug
Unter NVFR-Flugbedingungen werden zusätzlich folgende Instrumente benötigt (§15 DVO LuftBO):
- Zwei Landescheinwerfer oder ein gemeinsamer Scheinwerfer mit getrennten Glühdrähten und Absicherung
- Beleuchtung der Fluginstrumente (außerhalb dieses Paragraphen)

## Instrumentenflug
Zum Instrumentenflug werden zusätzlich folgende Instrumente bzw. Einrichtungen benötigt (§11 DVO LuftBO):
- Ein Steuer, das vom Copilotensitz aus bedient werden kann
- Der Fahrtmesser muss gegen Vereisung und Kondensation geschützt sein
- Wendezeiger UND künstlicher Horizont
- Außenthermometer
- Uhr mit großem Sekundenzeiger
- Beleuchtung der Fluginstrumente
- Energieversorgungsanzeige für die Kreiselinstrumente
- Ein zusätzliches Funkgerät (§3 FSAV)
- Einen zusätzlichen VOR-Empfänger oder ein Flächennavigationssystem (§3 FSAV)
- Radiokompass (ADF) (§3 FSAV)
- Entfernungsmessgerät (DME) (§3 FSAV)

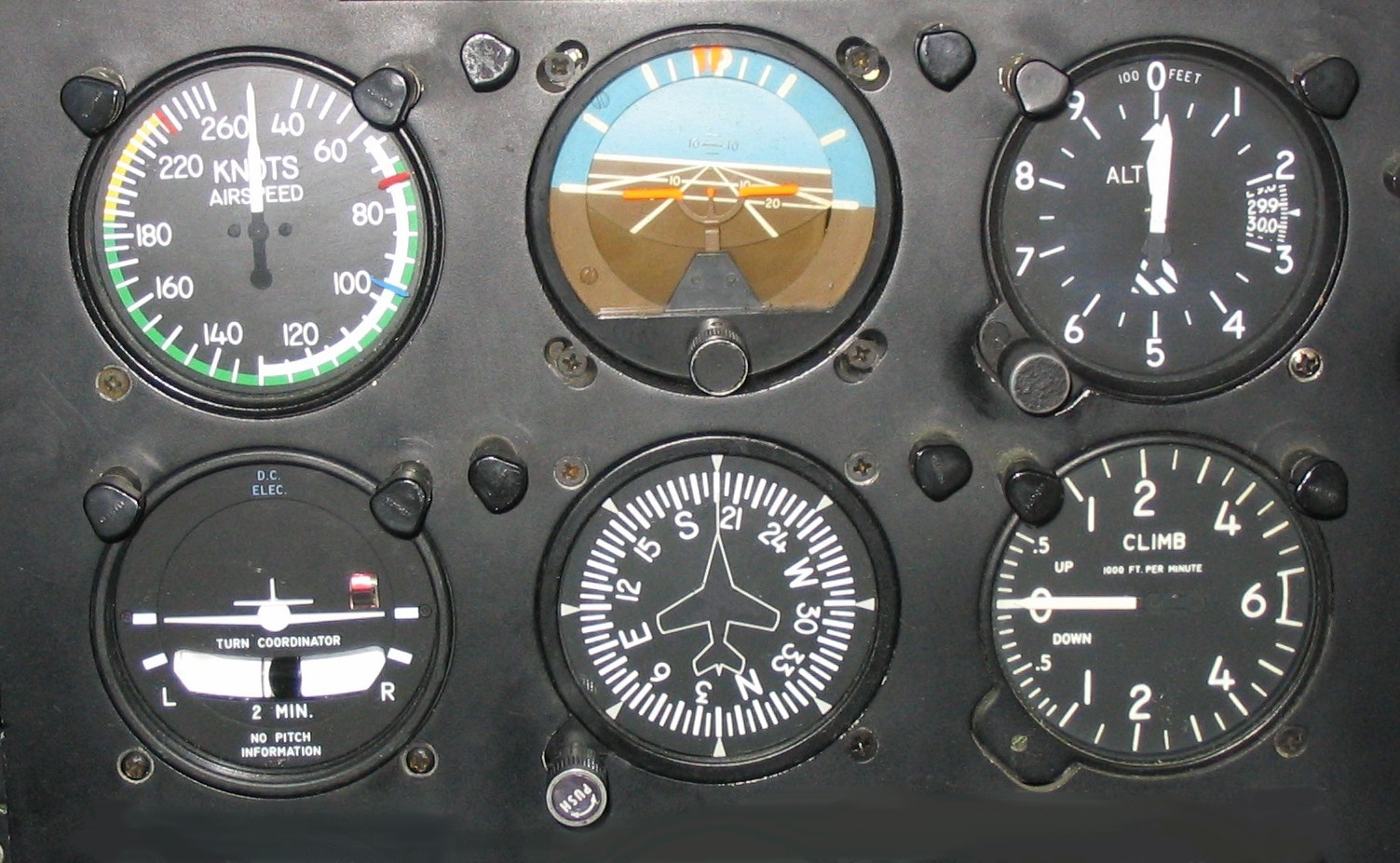
Die sechs grundlegenden Fluginstrumente für Flüge mit Instrumenten. Selten Sixpack genannt. Für den Instrumentenflug (IFR) braucht es deutlich mehr Instrumente.
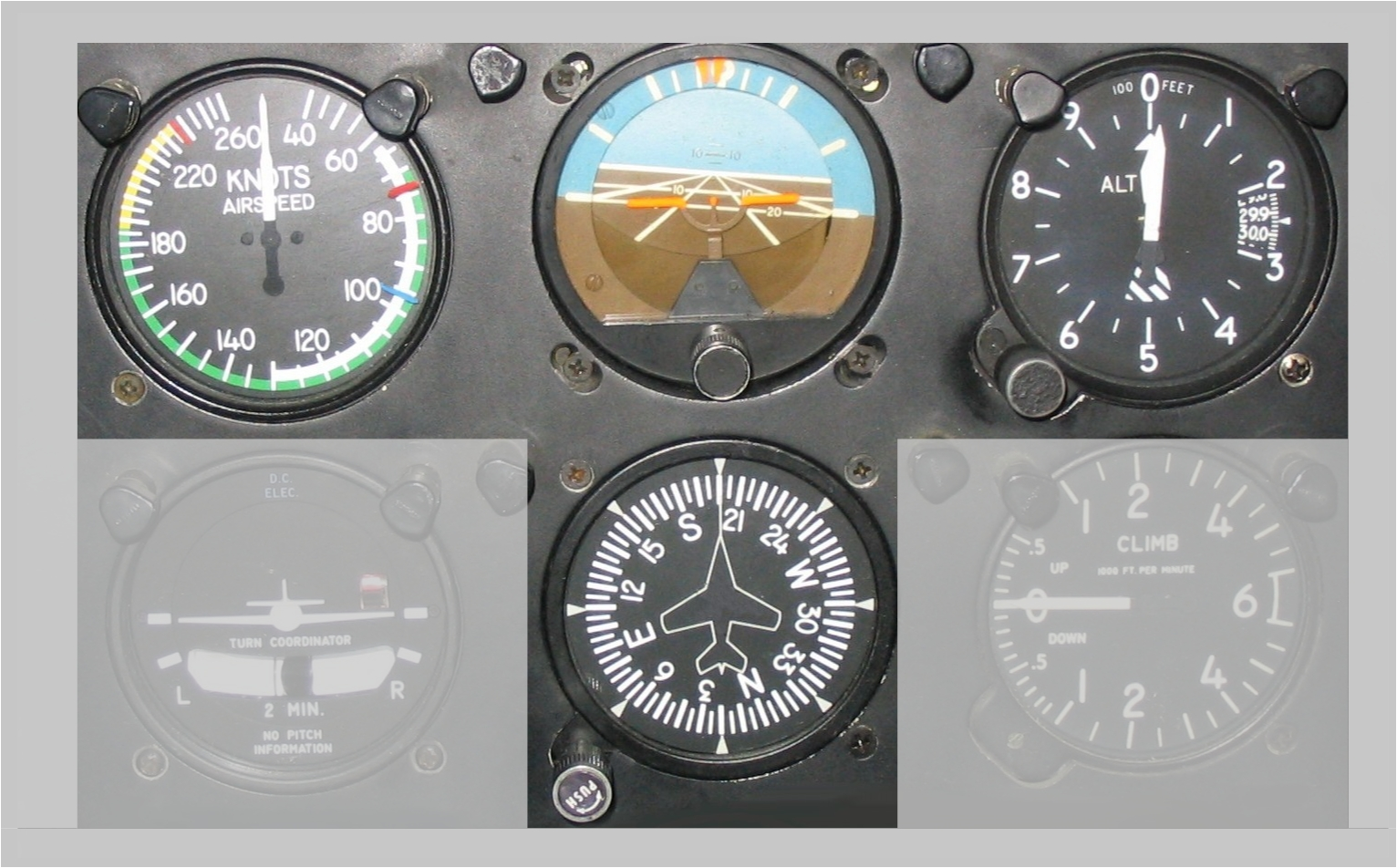
Das „Basic-T“ bestehend aus den Fluginstrumenten: Künstlicher Horizont, Höhenmesser, Fahrtmesser und Kurskreisel.
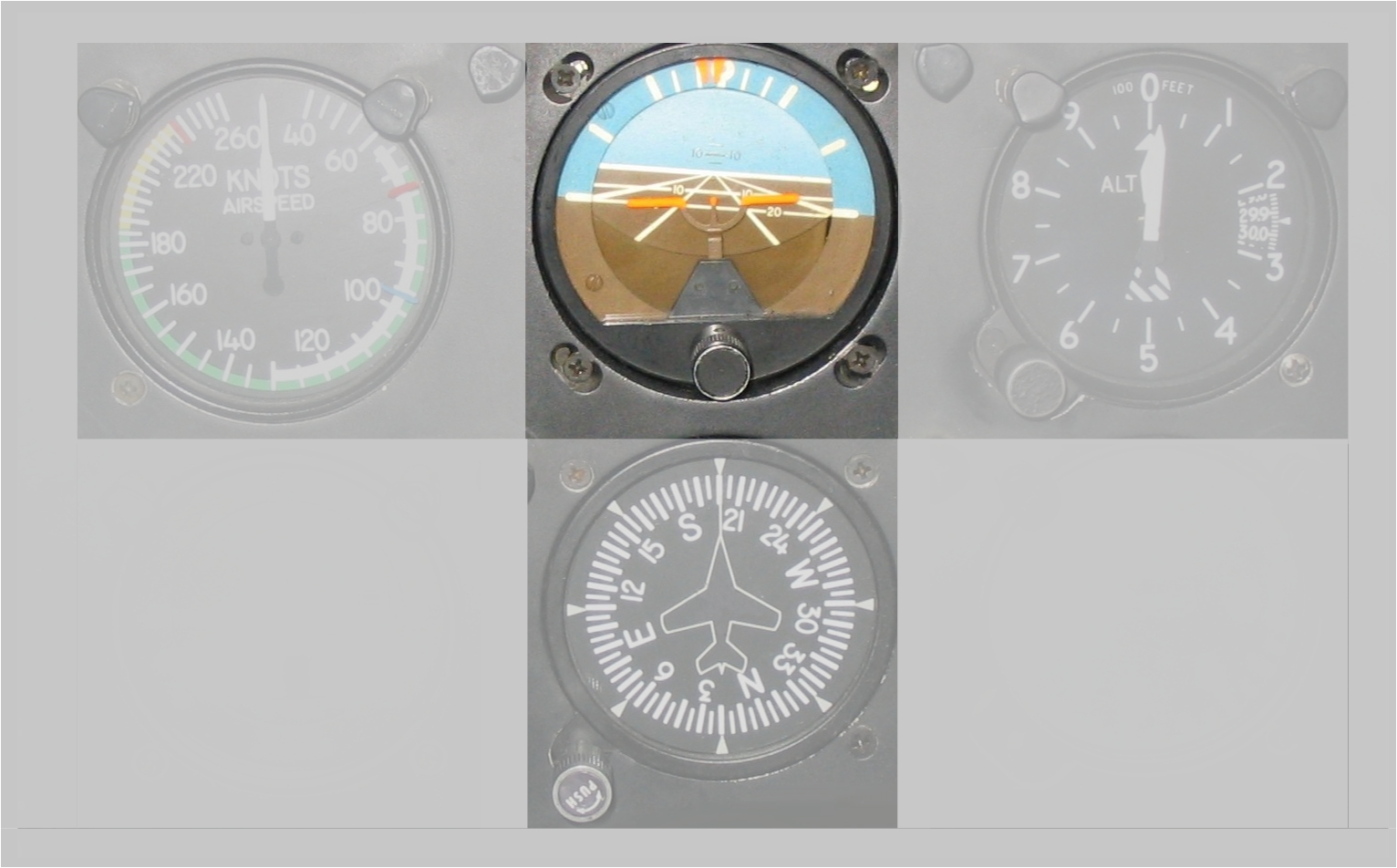
Von den „Basic-T“-Instrumenten muss der Künstliche Horizont als zentrales Instrument am genauesten im Auge behalten werden, während die anderen Instrumente je nach Flugmanöver (Steigflug, Kurvenflug) besondere Aufmerksamkeit verlangen.

## Weitere Instrumente
Verkehrsflugzeuge besitzen darüber hinaus weitere Instrumente wie Fluglagecomputer, ILS-Empfänger, Machmeter, TCAS oder Wetterradar. Leichtflugzeuge, insbesondere Segelflugzeuge, werden heute zunehmend mit dem Kollisionswarnsystem FLARM ausgerüstet. Letztere verfügen, wenn sie für den Streckenflug eingesetzt werden, außerdem häufig über einen (oft GNSS-gestützten) Endanflugrechner.